# Ocenotrophon
Ocenotrophon là một chi ốc biển, là động vật thân mềm chân bụng sống ở biển thuộc họ Muricidae, họ ốc gai.

## Các loài
Các loài thuộc chi Ocenotrophon bao gồm:
- Ocenotrophon painei (Dall, 1904)[2]